# Frank T. Zumbach
Frank Tilman Zumbach (* 6. Dezember 1953 in Marburg) ist ein deutscher Kunsthistoriker, Sachbuchautor, Rezitator, Journalist und Übersetzer.
Zumbach studierte Kunstgeschichte, Philosophie und Anglistik an der Universität Göttingen. Außerdem studierte er an der Hochschule für Fernsehen und Film München.
1986 veröffentlichte Zumbach die erste deutsche Edgar-Allan-Poe-Biografie, die seither mehrere Neuauflagen erfuhr.

## Werke (Auswahl)
- 1984: Buch der Phantasten Langen Müller, ISBN 978-3-7844-1987-9
- 1986: Edgar Allan Poe: Eine Biographie. Winkler, ISBN 978-3-538-06800-1
- 1986: Der rasende Leichnam: Ein literarischer Befremdenführer Sachon, ISBN 978-3-923493-33-3
- 1987:  Böse Stimmen: Phantastische Erzählungen Heyne, ISBN 978-3-453-31339-2
- 1988: William Kidd. Über einen Erzpiraten, amerikanische Freibeuter und korrupte Herren mit hohen Perücken. Sachon, ISBN  	978-3-923493-41-8
- 1991: Galgenblüten: Aus dem Newgate Calendar gepflückt, ins Deutsche überführt und eingeleitet von Frank T. Zumbach Haffmans, ISBN 978-3-251-01116-2
- 1996: Paddy’s Weihnachts-Party: Weihnachtliche Geschichten aus Irland dtv, ISBN 978-3-423-02393-1
- 2000: Joyce’s Ulysses. Piper, ISBN 978-3-492-23138-1
- 2002: Irische Inspirationen Artemis und Winkler, ISBN 978-3-538-07146-9
- 2004: Das Balladenbuch: Deutsche Balladen von den Anfängen bis zur Gegenwart Artemis und Winkler, ISBN 978-3-538-06986-2